# Doo wop
Doo wop je glazbeni stil vokalne izvedbe, baziran na elementima ritam i bluesa, kojeg su razvile afroameričke zajednice 1940-ih godina, a svoju najveću popularnost imao je sredinom 1950-ih i ranih 1960-ih godina. Afroamerički vokalni stil poznat kao doo wop, nastao je iz ulica gradova New Yorka, Philadelphie, Chicaga i Baltimora. Sa svojom blagom vokalnom harmonijom, doo wop je bio jedan od najpopularnijih pop orijentiranih R&B glazbenih stilova 50-ih godina prošloga stoljeća.

## Porijeklo naziva
U samom početku popularnosti ovog glazbenog stila, nije postojalo određeno ime za njega i izraz "doo wop" još nije bio korišten.
U to vrijeme najbolji i najprecizniji pojam za ovaj stil najvjerojatnije je bio "harmonična vokalna glazba". Izraz "doo wop" prvi puta se pojavio 1961. godine u dnevnim novinama 'Chicago Defender', kada su afroamerički obožavatelji ove glazbe stvorili izvorni termin za vokalnu harmoniju. Doo wop era završila je 1964. godine, ali su mnogi glazbenici i sastavi poput Beatlesa koristili ovaj stil u svojim počecima. Još neki poznati izvođači koji su primjenjivali ovaj glazbeni stil su The Belmonts, The Cadillacs, The Capris, The Drifters, The Platters, Frank Zappa i The Mothers Of Invention.

## Porijeklo stila
Među najranijim snimljenim primjerima afroameričke glazbe je skladba "My Prayer" od vokalnog sastava Ink Spots, iz 1939. godine. Prema nekim izvorima ovo je možda najstarija doo wop izvedba. Doo wop svoje korijene vuče iz 1930-ih i 1940-ih godina i razvijao se u glazbenim sastavima koji su pjevali gospel po afroameričkim urbanim crkvama. Međutim velikog značaja na ovaj stil imao je utjecaj bluesa, koji mu je dao vlastiti identitet. Često su poneki članovi crkvene gospel glazbe izlazili na ulice gdje su izvodili vlastite tekstove i glazbu, obično pjevajući o ljubavi i njihovom odnosu prema glazbi. Ove skupine su se općenito sastojale od 3-6 članova, a glazba se sastojala od 3, 4 ili 5 slogova.

## Vanjske poveznice
- Doo wop u Hall of Fame  Arhivirana inačica izvorne stranice od 22. prosinca 2008. (Wayback Machine)
- Stranice voklanih sastava